# 白兰鸽
白兰鸽（Paloma Blanca，西班牙语意为白鸽；又称Una Paloma Blanca 一隻白鴿），是荷兰著名流行乐乐團乔治·贝克组合于1975年推出的一首单曲獲得廣大迴響，是該同名專輯的主打歌，也是喬治·貝克選擇樂團的第5張專輯。
此曲在1975~1976年期間獲得很好的銷售成績，最高排名為美國告示牌和加拿大熱門成人當代榜得到週冠軍，紐西蘭、歐洲熱門榜、歐洲還有8個國家的音樂榜都得到第一，澳洲第二及其他國家得到別的名次。
1977年2月，台湾丽歌唱片推出的李佩菁专辑《月下，年轻人》中首次收录了中文版白兰鸽，作词岳勋。同年王芷蕾在新马的大联唱片也翻唱了这首歌，收录于《爱有明天》专辑，香港的徐小凤在永恒唱片的翻唱版本也是1977年面世，收录于《玲珑塔》专辑。
1982年，中国大陸歌手朱逢博在其专辑《中外民歌》中演唱该曲，将其翻译为白兰鸽（取原曲题目之意及blanca一词的谐音）。